# 天火明命
天火明命（あまのほのあかり の みこと），是日本神話裡出現的神祇。又名火明命、天照國照彦火明命（アマテルクニテルヒコホアカリノミコト）、天照國照彦天火明櫛玉饒速日命、膽杵磯丹杵穗命、天照御魂神（アマテルミタマノカミ）、天照神、天照玉神等。

## 系譜
《日本書紀》卷二天孫降臨的故事第八種說法中，正哉吾勝勝速日天忍穗耳尊娶高皇産靈尊之女天萬栲幡千幡姬，產下天照國照彥火明命，是尾張連等遠祖；次生天饒石國饒石天津彥火瓊瓊杵尊。後者娶大山祇神之女木花開耶姬命爲妃，生兒火酢芹命、彥火火出見尊等。
《古事記》卷一紀錄天孫降臨的故事中，正勝吾勝勝速日天忍穗耳命娶高木神之女萬幡豐秋津師比賣命為妻，並生下天火明命、日子番能邇邇藝命等二子。
但由於《先代舊事本紀》、《海部氏系圖》之「勘注系圖」 出現饒速日命為彦火明命别名之說法，此外《播磨國風土記》卻記載火明命乃大汝命之子，因此這位神祇的身分出現許多紛歧的說法。

## 解說
一般多半以火明命來稱呼該神祇，據《海部氏系圖》〈勘注系圖〉的記載，祂是尾張氏、海部氏等氏族之始祖。名字裡的「天照國照」、「火明」乃是象徵太陽的光與熱，而江戶時代國學專家本居宣長所撰的《古事記傳》將「火明命（ホアカリ）」解釋成跟「穗赤熟」同音。
《新撰姓氏錄》將天火明命的子孫歸類為「神別」下的「天孫族」，此支氏族由大和國葛城的高尾張遷移至尾張國，至天香山命這代定居下來。尾張氏在日本中部地方具有影響力，且與物部氏的關係深切，前者認為他們奉祀的天火明命乃天照大神（伊勢神宮）的孩子。此外，由田蓑宿禰創建、祭奉住吉三神的住吉大社（今大阪市住吉區），歷代的宮司（神社的神職人員）即由田蓑宿禰的子孫津守氏擔任。

## 信仰
天火明命在日本被視作太陽神。
祭祀此神祇之神社主要是全日本的天照御魂神社，另外還有：
- 真清田神社（愛知縣一宮市）

## 內部連結
- 饒速日命
- 天忍穗耳尊
- 栲幡千千姫命
- 天津彥彥火瓊瓊杵尊